# Cyphophthalmus yalovensis
Espèce
Synonymes
- Siro duricorius yalovensis Gruber, 1969

Cyphophthalmus yalovensis est une espèce d'opilions cyphophthalmes de la famille des Sironidae.

## Distribution
Cette espèce est endémique de la province de Yalova en Turquie. Elle se rencontre vers Yalova.

## Description
Le mâle holotype mesure 1,92 mm, les mâles mesurent de 1,84 à 1,95 mm.

## Systématique et taxinomie
Cette espèce a été décrite sous le protonyme Siro duricorius yalovensis par Gruber en 1969. Elle suit son espèce dans le genre Cyphophthalmus en 2005. Elle est élevée au rang d'espèce par Karaman en 2009.

## Étymologie
Son nom d'espèce, composé de yalov[a] et du suffixe latin -ensis, « qui vit dans, qui habite », lui a été donné en référence au lieu de sa découverte, Yalova.

## Publication originale
- Gruber, 1969 : « Türkiye'nin bazı Sironidae ve Trogulidae türler - Weberknechte der Familien Sironidae und Trogulidae aus der Türkei. (Opiliones, Arachnida). (Ergebnisse der österreichisch-türkischen Anatolien-Expeditionen 9). » Revue de la Faculté des Sciences de l'Université d'Istanbul, sér. B, vol. 34, no 1/2, p. 75–88.